# Victoria Francis
Victoria Christine Francis (18 lutego 1994) – amerykańska zapaśniczka walcząca w stylu wolnym. Zajęła piąte miejsce na mistrzostwach świata w 2019. Srebrna medalistka mistrzostw panamerykańskich w 2020 i brązowa w 2014 i MŚ juniorów w tym samym roku. Druga w Pucharze Świata w 2019; czwarta w 2017 i 2018 roku.
Zawodniczka Litchfield High School i Lindenwood University.